# Mike Phelan
Michael Christopher ("Mike") Phelan (Nelson, 24 september 1962) is een Engels (assistent-)voetbaltrainer en voormalig voetballer, die speelde als vleugelspeler en als rechtsachter. Hij speelde onder andere vijf seizoenen voor Manchester United.

## Clubcarrière
Mike Phelan kwam uit de jeugdopleiding van Burnley en was een verdedigende middenvelder, die bij voorkeur op de rechterflank speelde. Hij debuteerde in 1980 in het betaald voetbal. Behalve een Engelse landstitel won Phelan in 1990 en 1994 de FA Cup en in 1992 de Football League Cup met Manchester United. In 1994 won de club weerom de landstitel, maar de bijdrage van Phelan was nihil, omdat hij amper twee competitiewedstrijden speelde. 
Het boterde niet meer tussen hem en trainer Sir Alex Ferguson, maar die plooien werden inmiddels glad gestreken en de zaak werd gesloten. In 1994 zou Ferguson hem duidelijk hebben gemaakt: "Genoeg is genoeg, je hebt geen plaats meer. Ik ga vanaf nu de kids brengen", doelend op de befaamde lichting van 1992 en Gary Neville die Phelans plaats innam op rechtsachter. Hij kreeg daarom geen Premier League-medaille en werd uit de selectie gelaten voor de gewonnen finale van de FA Cup van 1994 tegen Chelsea. 
Phelan maakte niettemin de wederopstanding van Manchester United onder Ferguson mee vanop de eerste rij. Manchester United zou met spelers als Éric Cantona en Ryan Giggs opnieuw een Europese grootmacht worden. Echter won de club voor de komst van Cantona al de UEFA Beker der Bekerwinnaars in 1991. FC Barcelona, met Ronald Koeman als libero en Johan Cruijff als trainer, werd met 2–1 verslagen in de finale. De prijzenkast werd jarenlang niet gespijsd, maar onder Ferguson herademde men weer. Phelan was lange tijd basisspeler.
Naast zijn passage bij Manchester United verdedigde Phelan vier jaar de kleuren van Norwich City, van 1985 tot 1989. Daar bewerkstelligde Phelan zijn transfer naar Manchester United, dat hem aankocht voor £ 750.000,-. Hij verliet United na het voor hem minder succesvolle seizoen 1993/94. Phelans laatste club was West Bromwich Albion, in het seizoen 1994/95. Op 32-jarige leeftijd zette Phelan een punt achter zijn spelersloopbaan. 

## Trainerscarrière
In mei 2019 werd Phelan, samen met Michael Carrick, assistent-trainer bij Manchester United onder de Noorse trainer Ole Gunnar Solskjær. Alle drie waren oud-spelers van de club. In het verleden bekleedde Phelan al meerdere trainersfuncties binnen de club. In het seizoen 2016/17 was Phelan de trainer van toenmalig Premier League-club Hull City. Hij werd er op 3 januari 2017 echter ontslagen wegens tegenvallende resultaten. Hull City degradeerde dat seizoen uit de Premier League en keerde sindsdien (anno 2021) niet meer terug. Topspelers als Andrew Robertson en Harry Maguire werden nadien wel voor veel geld verkocht. In 2015 was Phelan al even interim-trainer bij Norwich.

## Erelijst
| Competitie                       |         |                  |         |         |
| Competitie                       | Aantal  | Jaren            |         |         |
| Burnley                          | Burnley | Burnley          | Burnley | Burnley |
| -------------------------------- | ------- | ---------------- | ------- | ------- |
| Football League Third Division   | 1x      | 1981/82          |         |         |
| Norwich City                     |         |                  |         |         |
| Football League Second Division  | 1x      | 1985/86          |         |         |
| Manchester United                |         |                  |         |         |
| Premier League                   | 2x      | 1992/93, 1993/94 |         |         |
| FA Cup                           | 2x      | 1990, 1993/94    |         |         |
| Football League Cup              | 1x      | 1991/92          |         |         |
| FA Charity Shield                | 1x      | 1990             |         |         |
| Europese Beker der Bekerwinnaars | 1x      | 1990/91          |         |         |